# استنتون، سافک
استنتون (به انگلیسی: Stanton) یک روستا و محله مدنی در بریتانیا است که در St Edmundsbury واقع شده‌است. استنتون ۲٬۵۰۷ نفر جمعیت دارد.